# Fratellanza Sportiva Sestrese 1948-1949
Questa voce raccoglie le informazioni riguardanti la Fratellanza Sportiva Sestrese nelle competizioni ufficiali della stagione 1948-1949.

## Rosa
| N. |                   | Ruolo | Calciatore       |
| -- | ----------------- | ----- | ---------------- |
|    | Italia (bandiera) | A     | G. Blondet       |
|    | Italia (bandiera) | A     | V. Castiglia     |
|    | Italia (bandiera) | P     | M. Franchi       |
|    | Italia (bandiera) | C     | Ernesto Giraudo  |
|    | Italia (bandiera) | C     | G. Guasti        |
|    | Italia (bandiera) | C     | Antonio Ivaldi   |
|    | Italia (bandiera) | D     | Domenico Macciò  |
|    | Italia (bandiera) | D     | Carlo Manfredini |
|    | Italia (bandiera) | A     | P. Mandrini      |

| N. |                   | Ruolo | Calciatore                  |
| -- | ----------------- | ----- | --------------------------- |
|    | Italia (bandiera) | C     | A. Mina                     |
|    | Italia (bandiera) | C     | M. Parodi                   |
|    | Italia (bandiera) | A     | Giovanni Battista Pastorino |
|    | Italia (bandiera) | A     | F. Pellicari                |
|    | Italia (bandiera) | A     | R. Rabagliati               |
|    | Italia (bandiera) | C     | B. Ristori                  |
|    | Italia (bandiera) | A     | H. Tonini                   |